# Silene davidii
Silene davidii là loài thực vật có hoa thuộc họ Cẩm chướng. Loài này được (Franch.) Oxelman & Lidén mô tả khoa học đầu tiên năm 2001.